# Estación General Rodríguez
General Rodríguez es una estación ferroviaria de la ciudad homónima, Gran Buenos Aires, Argentina.

## Servicios
La estación corresponde a la Línea Sarmiento de la red ferroviaria argentina, en el servicio diésel que conecta las terminales Moreno y Mercedes.
En los últimos años se estudió la posibilidad de electrificar desde Moreno hasta esta estación. 
La estación fue renovada en 2019 junto con Universidad de Luján.

## Imágenes de la estación

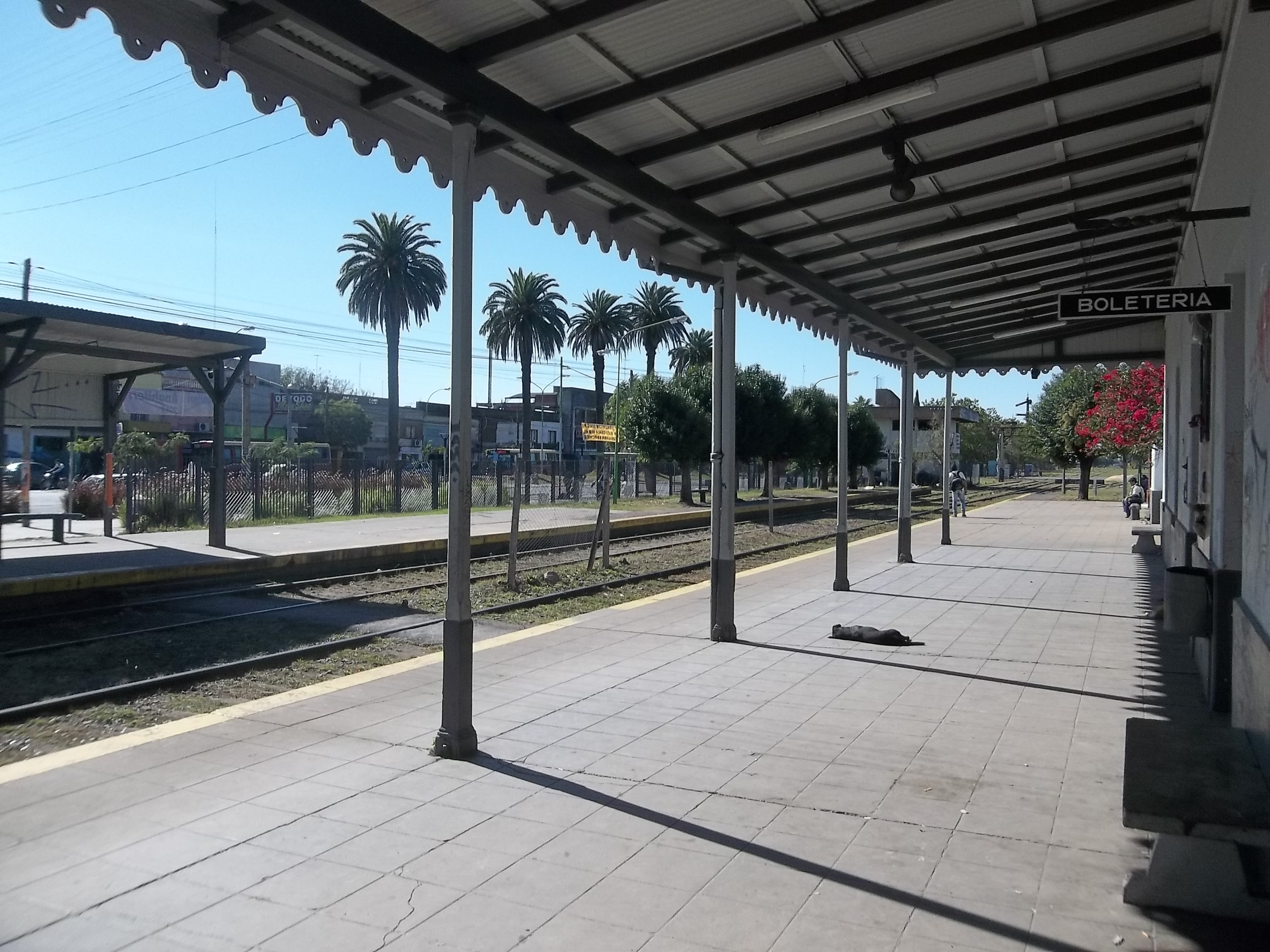
Lateral oeste de la estación
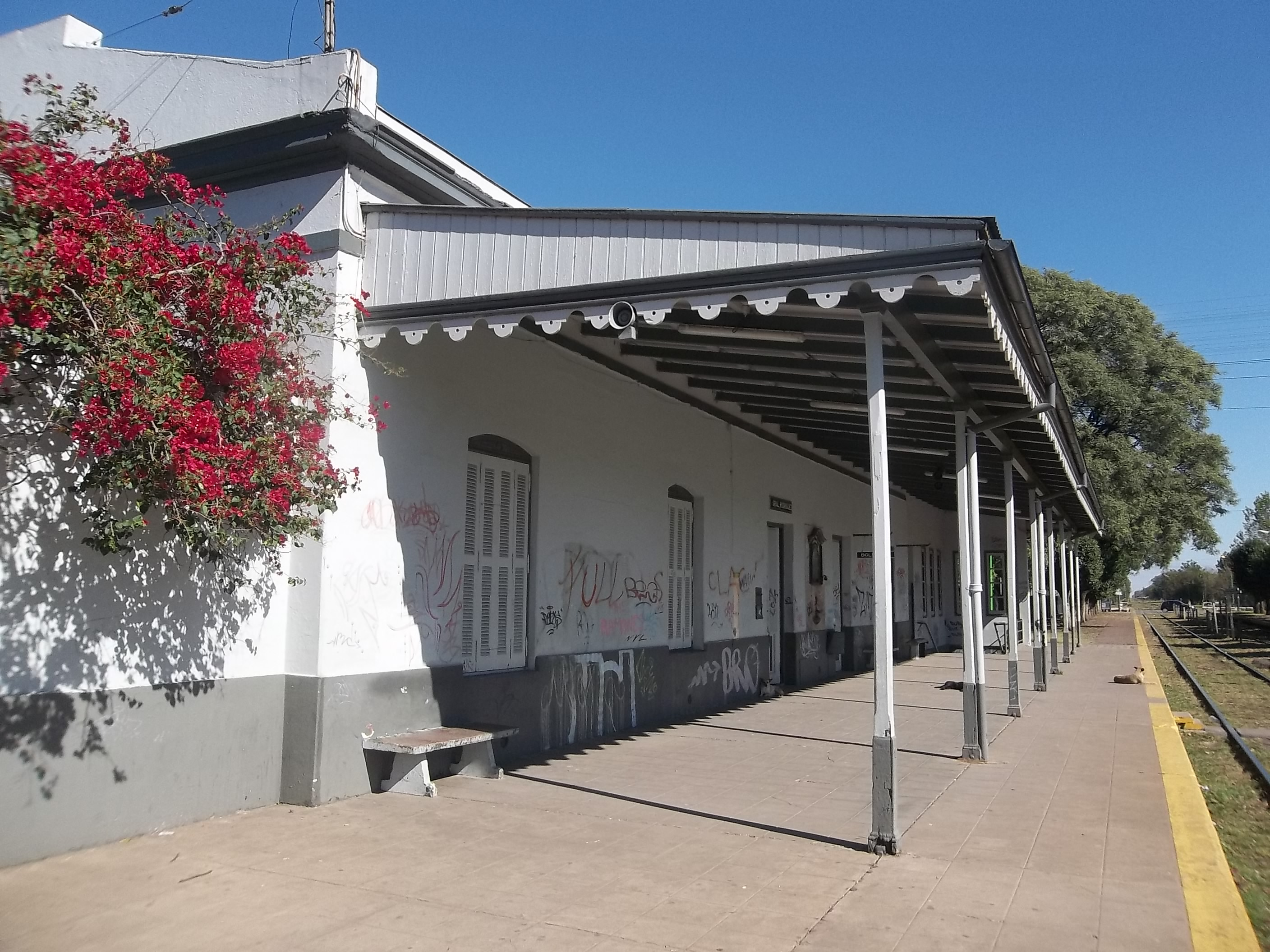
Lateral este de la estación
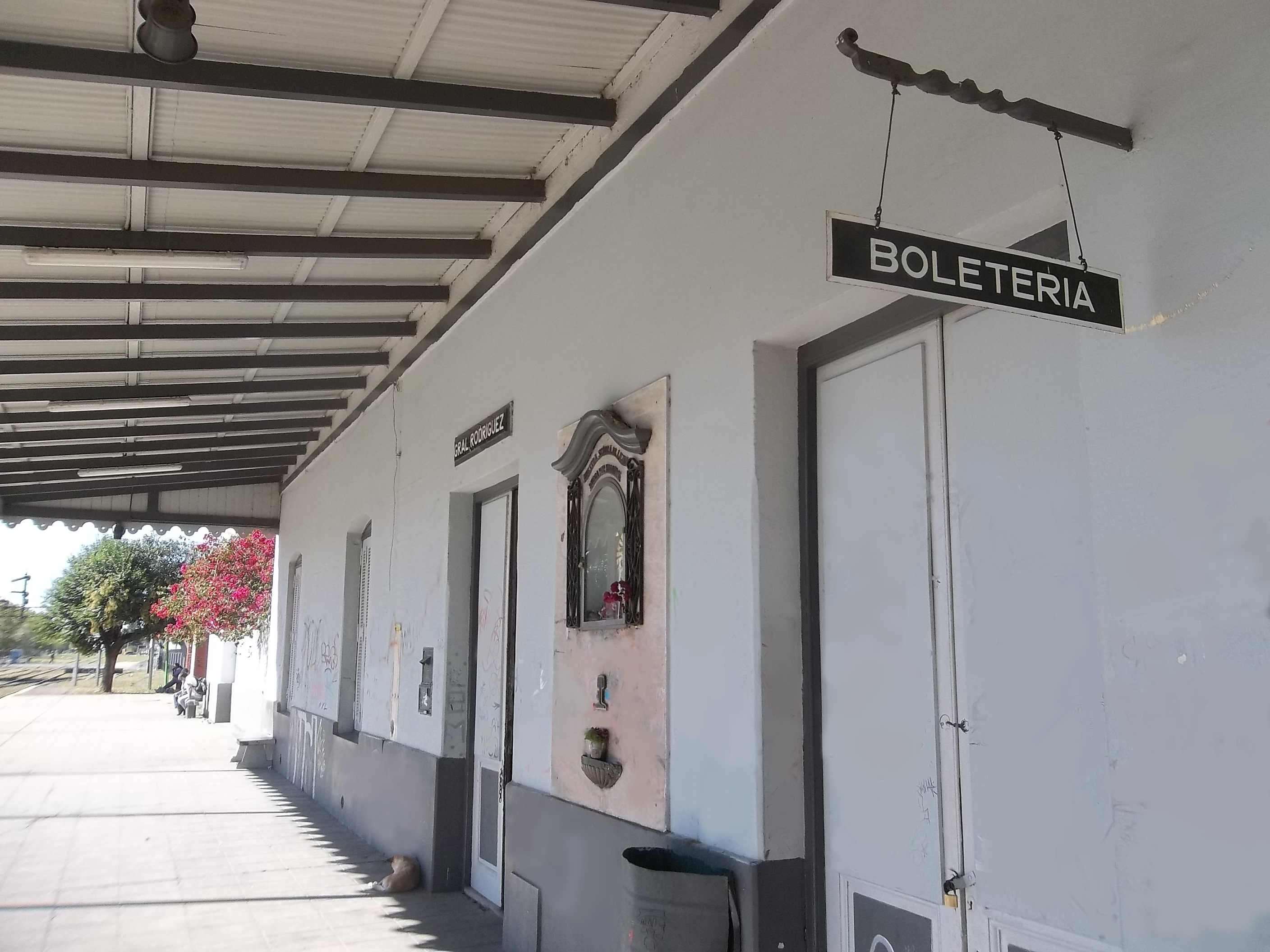
Estación de General Rodríguez
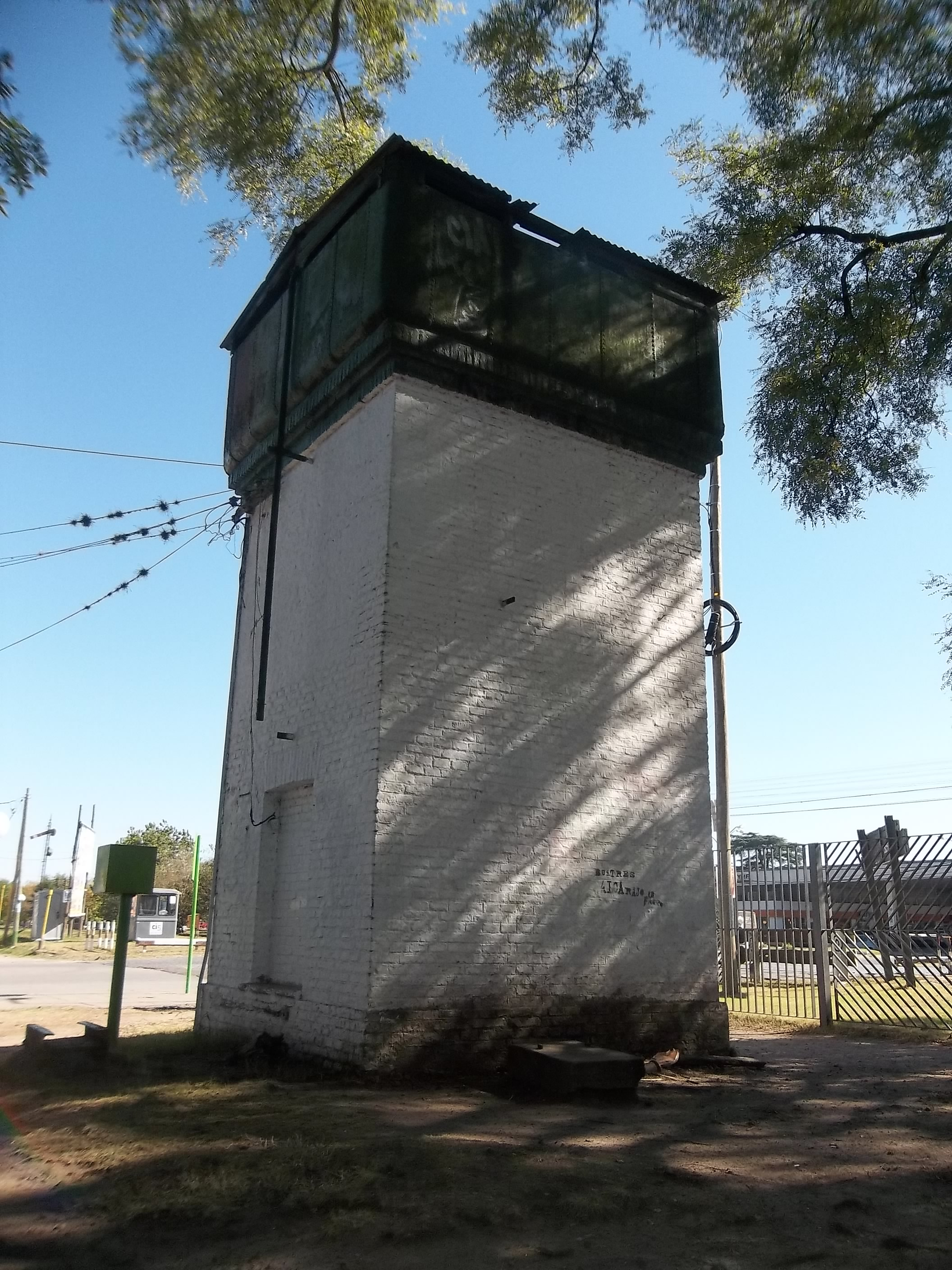
Tanque de la estación
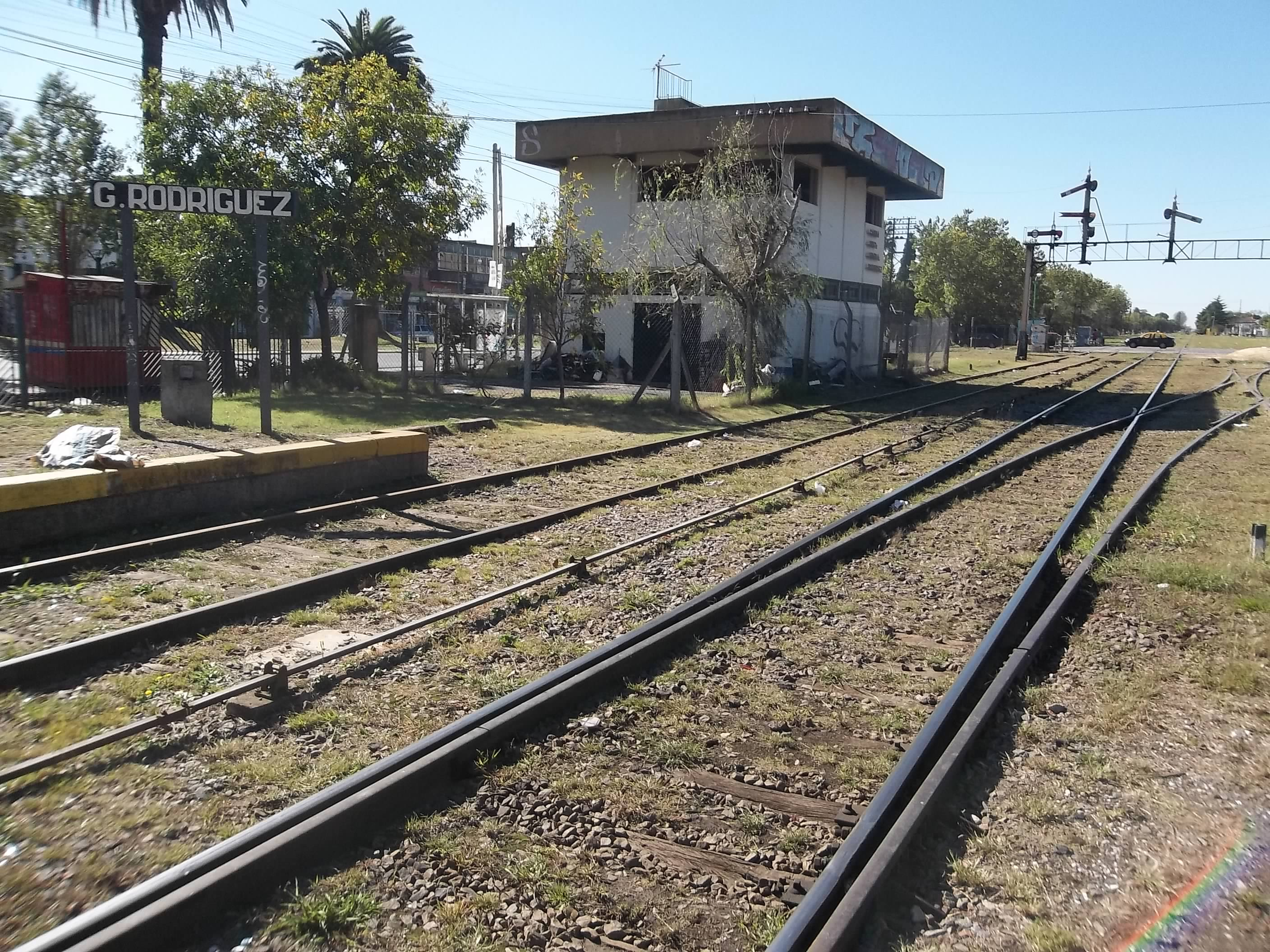
Rieles ubicados frente a la estación
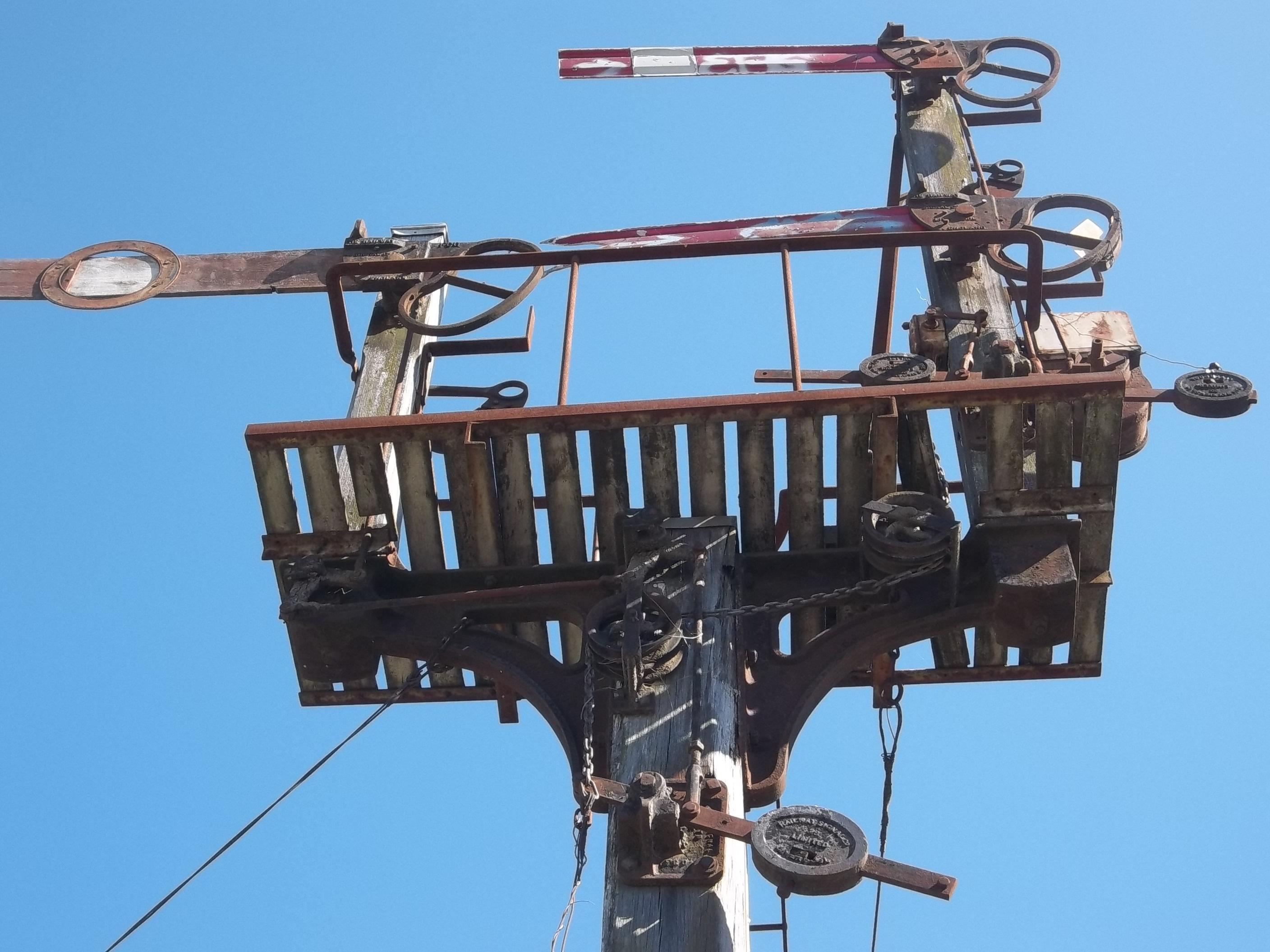
Señales ferroviarias en las cercanías del cabin de la estación
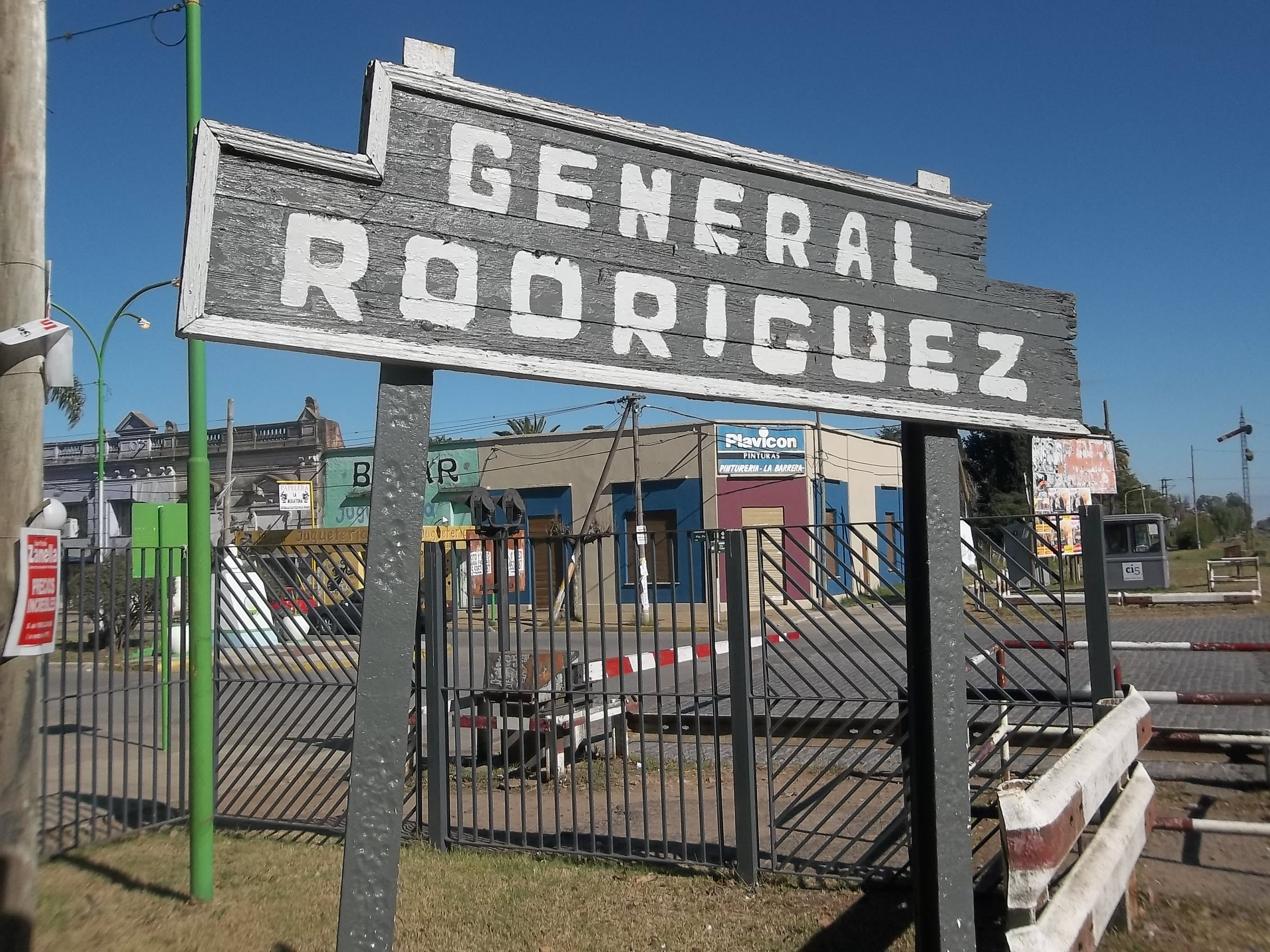
Cartel suroeste de la estación
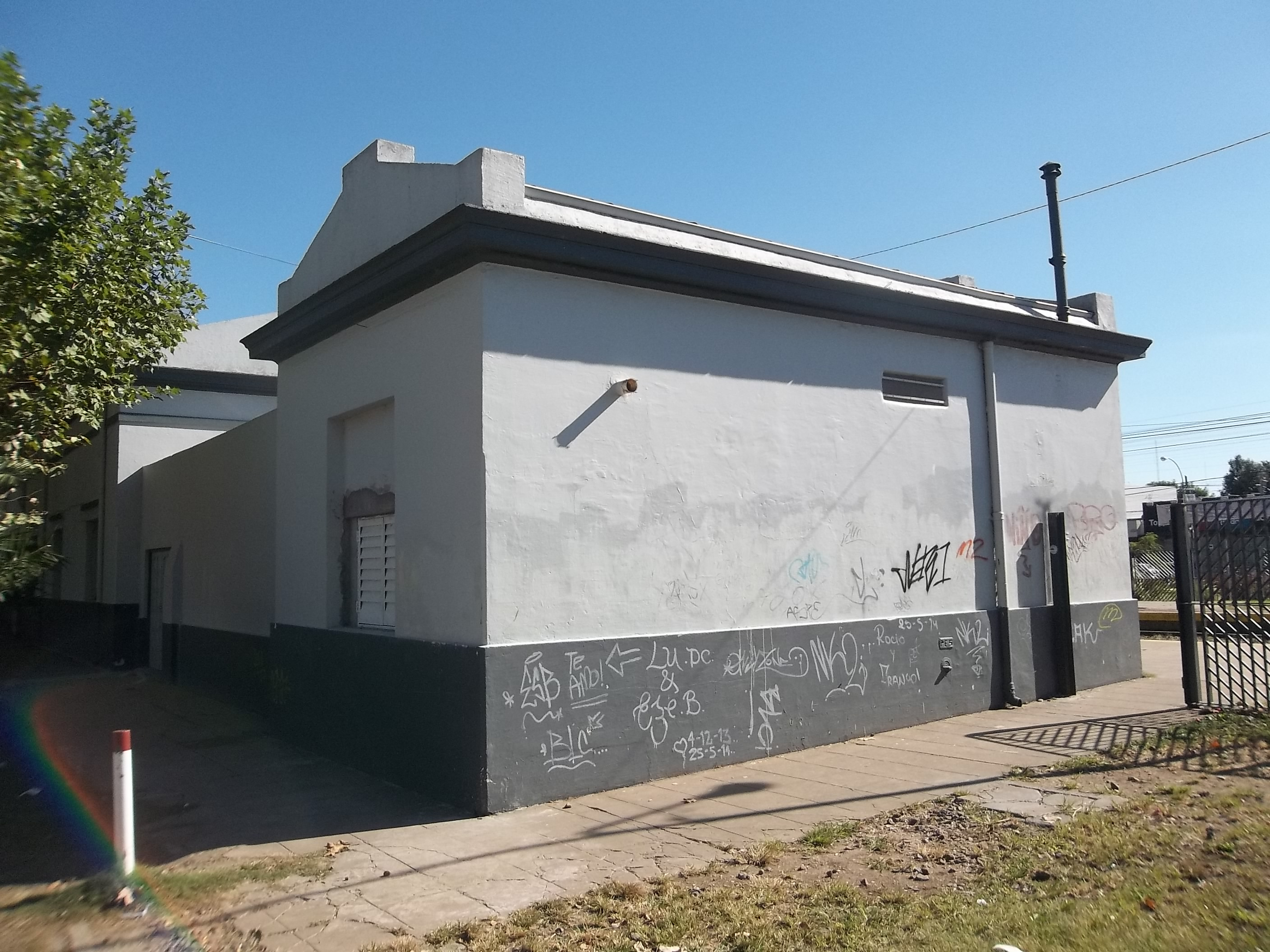
Vista sureste de la estación
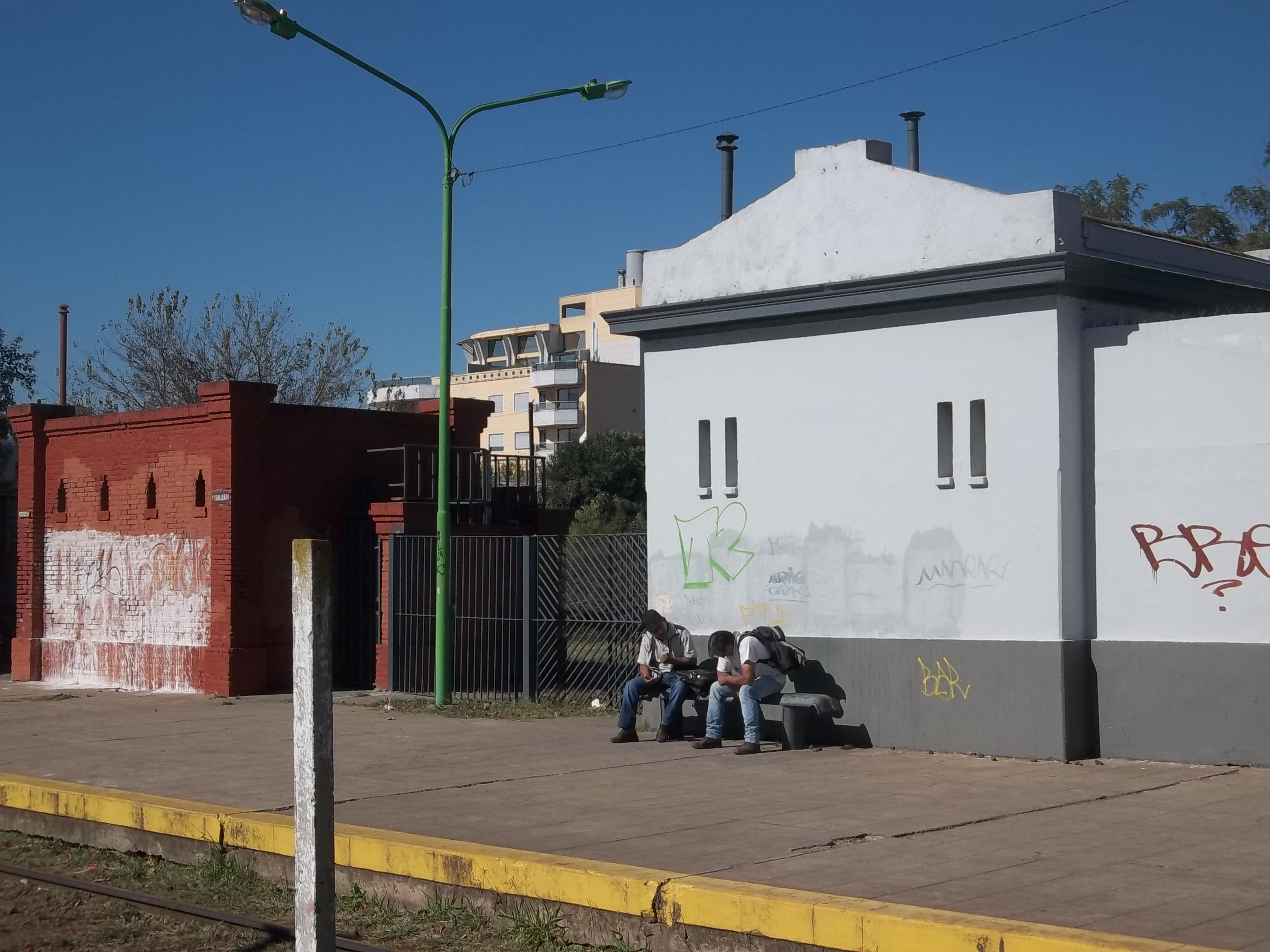
Vista del ala este de la estación
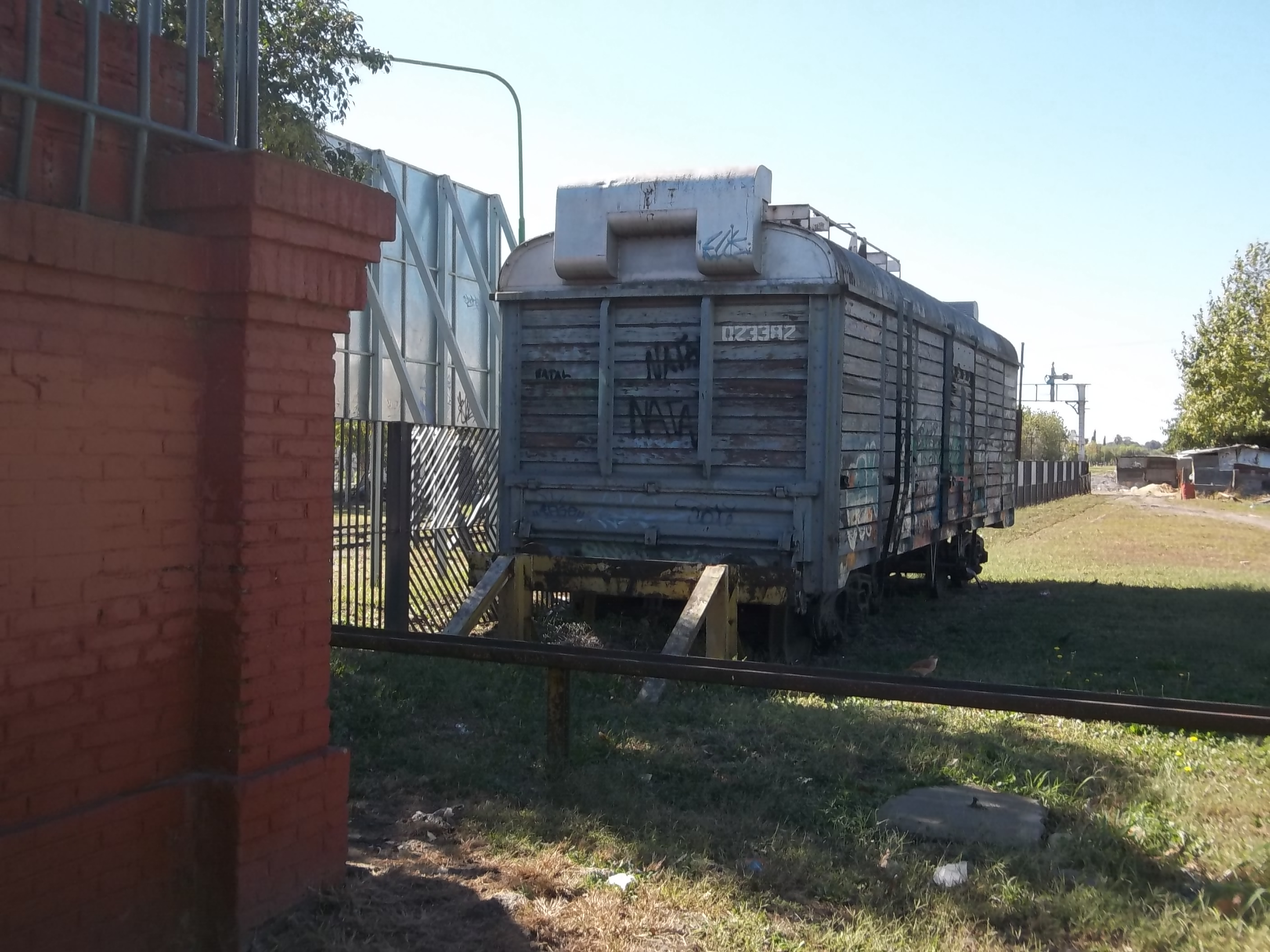
Antiguo vagón de cargas en la estación
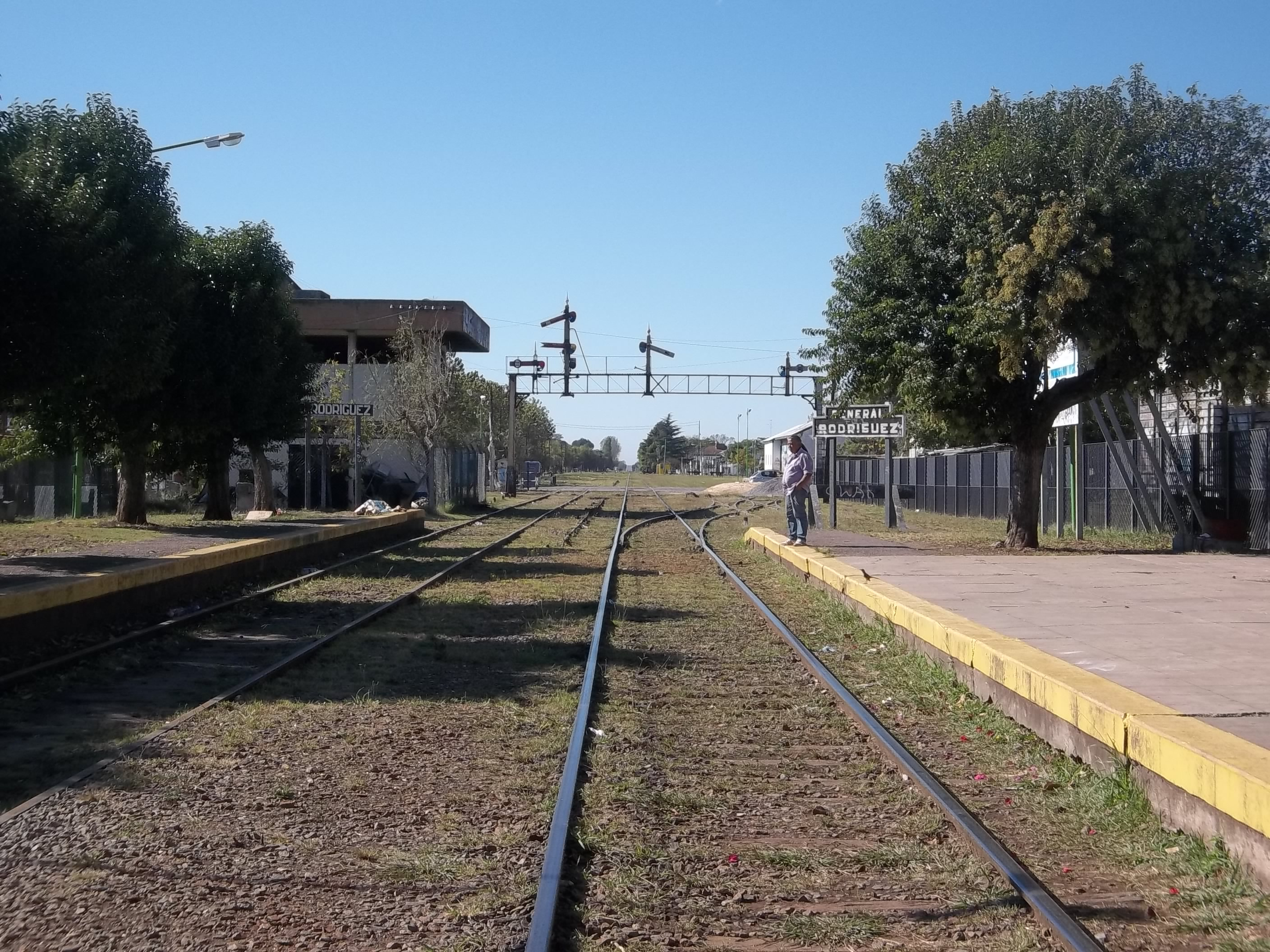
Vista hacia el este desde las vías de la estación
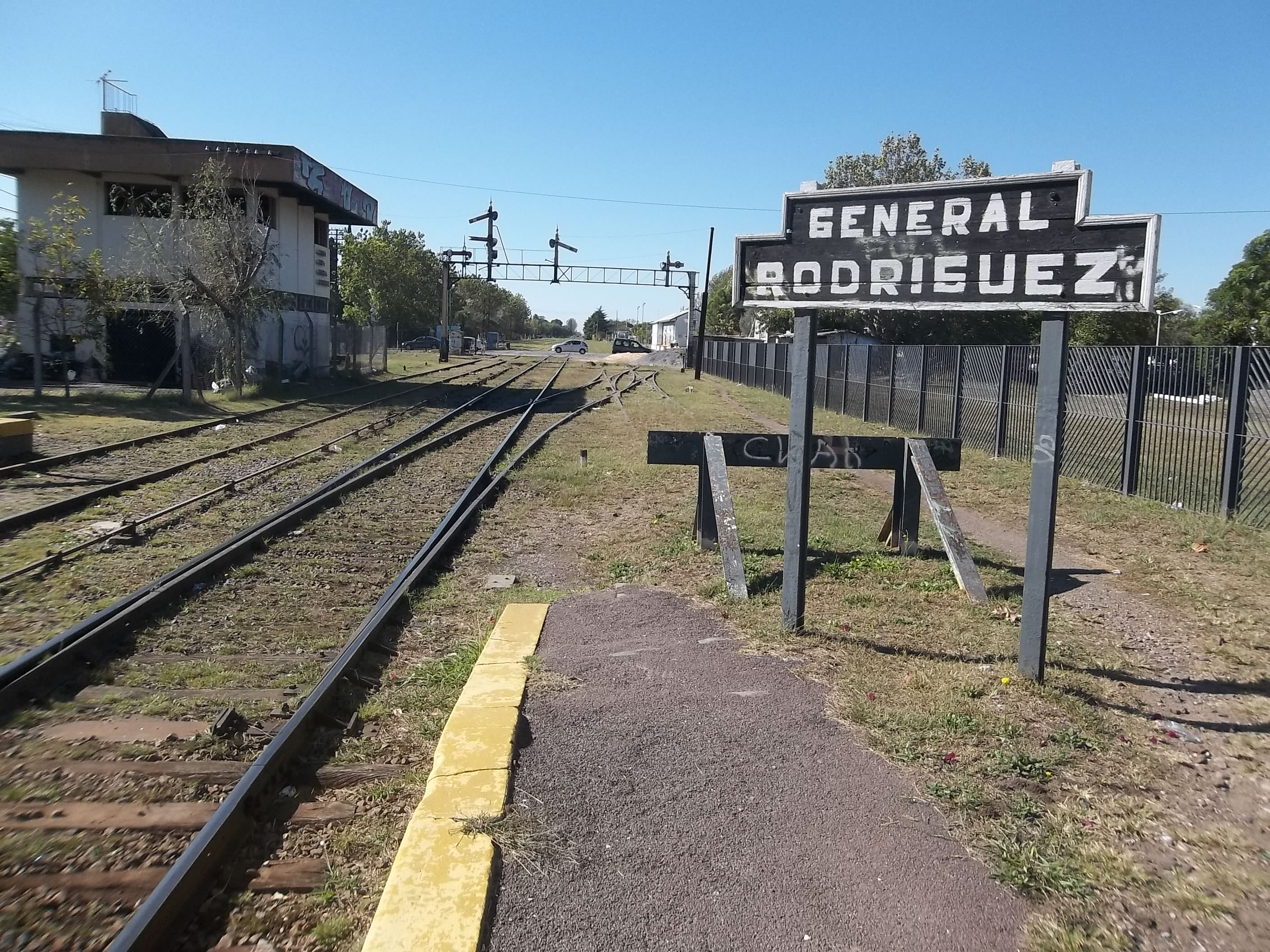
Cartel sureste de la estación
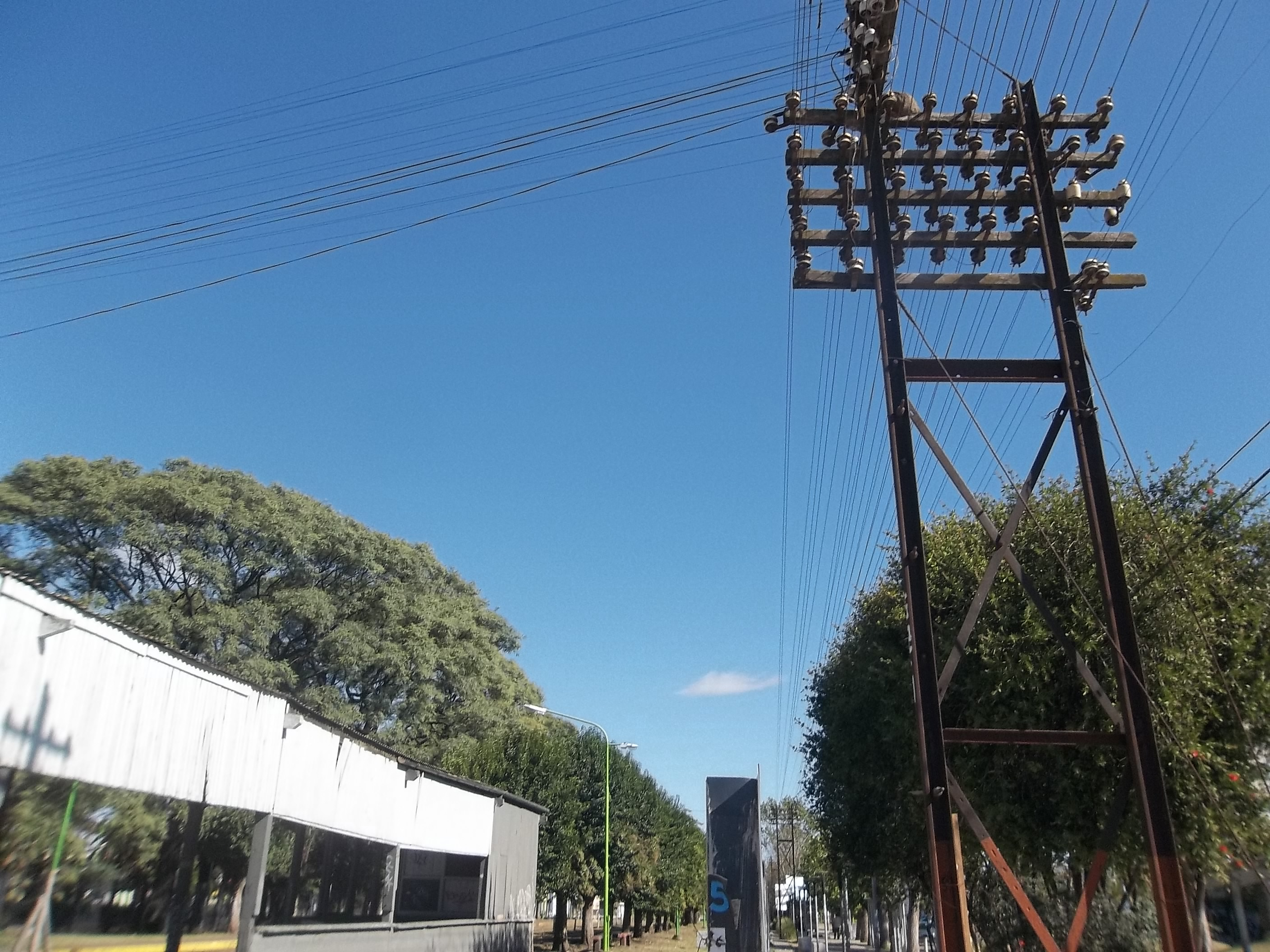
Viejas líneas de telégrafo frente a la estación
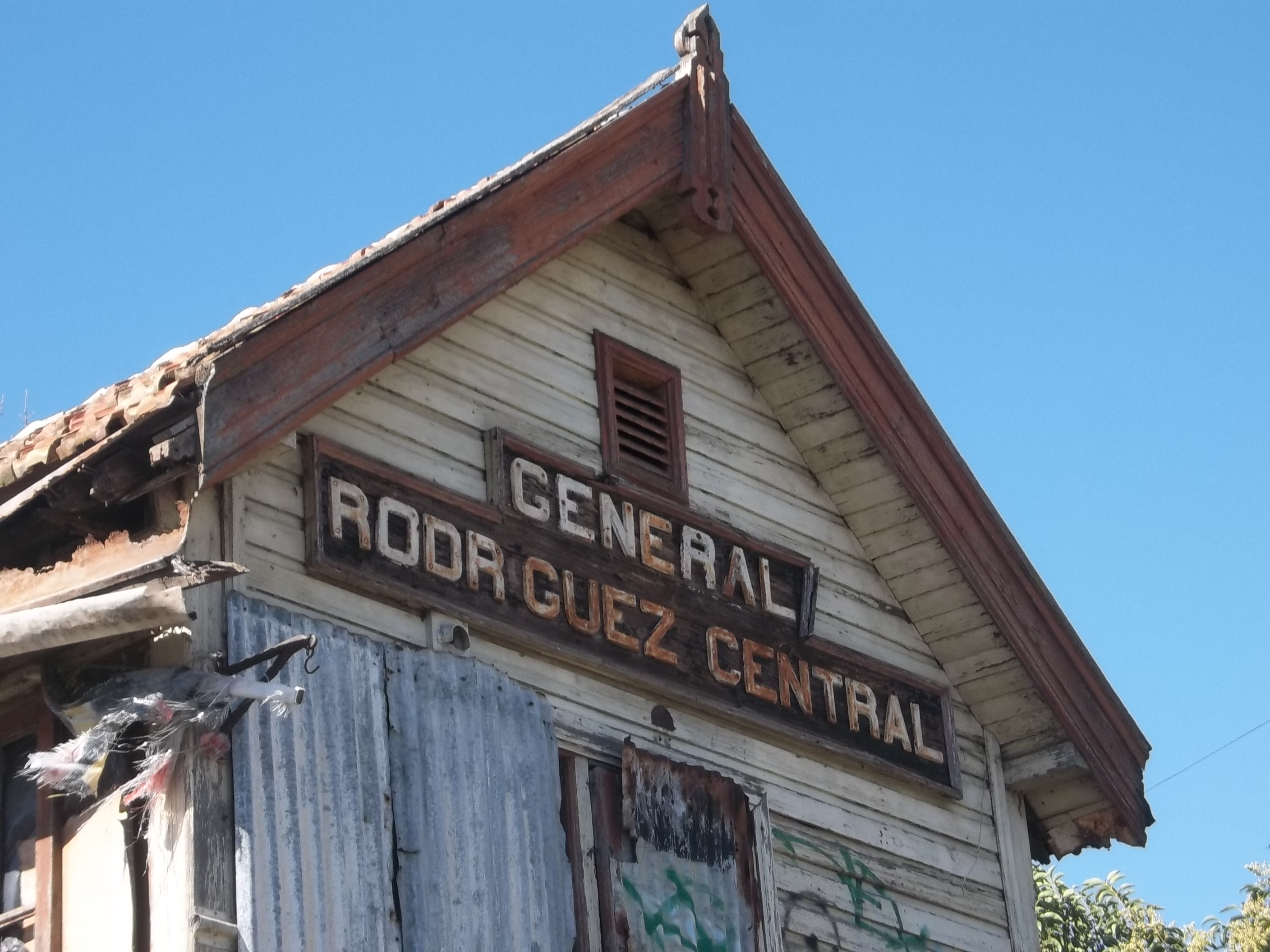
Cabin de la estación